# Tor Aulin
Tor Bernhard Wilhelm Aulin (ur. 10 września 1866 w Sztokholmie, zm. 1 marca 1914 w Saltsjöbaden) – szwedzki skrzypek, dyrygent i kompozytor.

## Życiorys
W latach 1877–1883 studiował grę na skrzypcach w konserwatorium w Sztokholmie u Carla Johana Lindberga, następnie w latach 1884–1886 kształcił się w Berlinie u Émile Saureta (skrzypce) i Xavera Scharwenki (kompozycja). Po powrocie do Szwecji założył w 1887 roku własny kwartet smyczkowy, z którym koncertował m.in. w Niemczech i Rosji. Od 1889 do 1902 roku pełnił funkcję koncertmistrza Opery Królewskiej w Sztokholmie. W 1902 roku zorganizował w Sztokholmie towarzystwo koncertowe, działające do 1910 roku. W latach 1909–1912 był koncertmistrzem orkiestry symfonicznej w Göteborgu. Współpracował też jako dyrygent z Teatrem Dramatycznym w Sztokholmie (1907–1909) i Południowoszwedzkim Stowarzyszeniem Filharmonicznym w Malmö (1907–1908). Od 1895 roku był członkiem Królewskiej Akademii Muzycznej.
Jego siostrą była pianistka Laura Valborg Aulin (1860–1928).

## Twórczość
Jako kompozytor tworzył głównie utwory skrzypcowe i orkiestrowe. Skomponował m.in. 3 koncerty skrzypcowe, Sonatę d-moll na skrzypce i fortepian, suity orkiestrowe oparte na szwedzkich tańcach ludowych, miniatury skrzypcowe, pieśni, a także muzykę do Mistrza Olofa Augusta Strindberga (1908).